# Чемберлен, Невилл (фельдмаршал)
Сэр Невилл Чемберлен (англ. Sir Neville Bowles Chamberlain; 10 января 1820, Рио-де-Жанейро — 3 февраля 1902, Саутгемптон, Гэмпшир) — британский фельдмаршал.

## Биография
Родился в 1820 году в Рио-де-Жанейро в семье британского консула в Бразилии баронета сэра Генри Чемберлена. Его старшим братом был вице-адмирал Уильям Чарльз Чемберлен.
Вырос в Англии, где сперва окончил частную школу, а затем был отправлен в Королевскую военную академию в Вулидже, где продемонстрировал буйный и несговорчивый темперамент и через год был отчислен. После этого отправился в Британскую Индию, где в 1837 году поступил энсином (поручиком) в полк сипаев — и даже это исключительно благодаря связям и хлопотам отца.
Участвовал в Первой англо-афганской войне, где во время боя за город Газни был ранен несколько раз. Участвовал также в походе на Кабул в 1842 году, в ходе которого был ранен ещё дважды. 
В 1843 году сражался с маратхами в Гвалиоре. Затем с отличием участвовал во Второй англо-сикхской войне. В 1850 году был отправлен в область Хазара (ныне в Пакистане) помощником пристава, в дальнейшем служил в Пенджабе. 
В ходе подавления Сипайского восстания был тяжело ранен в ходе боёв за Дели (1857) и в том же году за отличие произведён в полковники и сделан кавалером ордена Бани. 
В 1858 году возглавлял британские войска в ходе кампании по умиротворению приграничных племён в Пенджабе, где был тяжело ранен в очередной раз. После этого на некоторое время вернулся в Англию и в 1864 году был произведён в генерал-майоры. 
В 1866 году сопровождал Альфреда, герцога Эдинбургского во время его визита в Индию. В 1876 году стал командующим британской Мадрасской армией. В следующем году был отправлен с дипломатической миссией к эмиру Афганистана Шир-Али. Неудача в этих переговорах привела ко Второй англо-афганской войне. В 1881 году окончательно вернулся в Великобританию в чине полного генерала.
В отставке отличался религиозностью, критиковал правительство за неудачные, с его точки зрения, действия в ходе Второй англо-бурской войны. В 1900 году, находясь в отставке, был произведён в фельдмаршалы за прежние заслуги. 
Скончался в Англии в 1902 году. 